# Сикст III
Сикст III (лат. Sixtus PP.III; ? — 19 августа 440) — епископ Рима с 31 июля 432 года по 19 августа 440 года. Святой Католической церкви.

## Биография
До своего избрания папой Сикст был ведущей фигурой римского духовенства и переписывался с Августином Блаженным. Его правление католической церковью характеризовалось несторианскими и пелагианскими спорами. Одной из его главных задач было также примирение Кирилла Александрийского и Константинопольского патриарха Нестория.

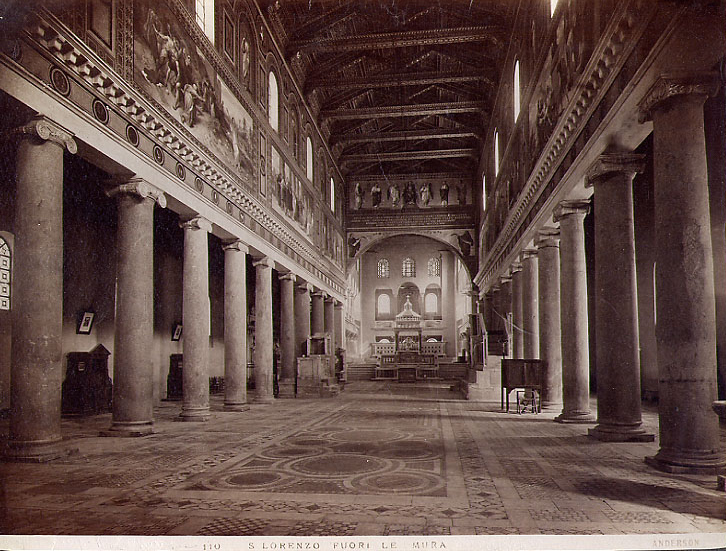
Церковь святого Лаврентия, место погребения папы Сикста III

В честь победы над несторианами на Третьем Вселенском соборе (лично принимал участие в его работе) перестроил римскую базилику Санта-Мария-Маджоре, посвятив её Богоматери. Также папой Сикстом был построен ещё ряд храмов (базилика Санта-Сабина на Авентинском холме, церковь святого Лаврентия, баптистерии при Латеранском соборе). Папа Сикст был также автором восьми эпистол.
Сикст умер 19 августа 440 года и был похоронен в церкви святого Лаврентия. Его имя почитается 19 августа. Мартиролог, составленный по поводу его смерти, гласил: «19 августа — в Риме, на Виа Тибуртина в Сан-Лоренцо, скончался Святой Сикст III, папа, который взял в свои руки разрешение разногласий между Антиохийским и Александрийским Патриархатами и давший народу Божьему базилику Санта-Мария-Маджоре на Эсквилинском холме».